# Tobias Wildauer von Wildhausen
Tobias Wildauer von Wildhausen (4. září 1825 Linec – 3. dubna 1898 Innsbruck) byl rakouský vysokoškolský pedagog a politik německé národnosti, v 2. polovině 19. století poslanec Říšské rady; jeden z předáků německých liberálů v Tyrolsku.

## Biografie
Působil jako profesor na Innsbrucké univerzitě. Měl titul doktora filozofie.
Byl synem rolníka. Studoval gymnázium v Hall in Tirol. Už v té době vynikal ve studiu klasické řečtiny. Od roku 1842 do roku 1848 studoval filologii a historii na Innsbrucké univerzitě. Během revolučního roku 1848 byl členem akademické legie. Po skončení studií se věnoval učitelské profesi. Nastoupil jako suplent na nové akademické gymnázium v Innsbrucku. Od roku 1850 tam byl řádným učitelem. Vyučoval řečtinu, filozofickou propedeutiku, později i matematiku. Titul doktora filozofie získal roku 1855. Od roku 1857 byl suplentem na katedře filozofie na Innsbrucké univerzitě, od roku 1858 řádným profesorem. Během schillerovských oslav se přihlásil k německému národnímu hnutí. Na Innsbrucké univerzitě vyučoval až do odchodu na penzi v dubnu 1898. V roce 1850, ještě jako gymnaziální pedagog, napsal své první odborné pojednání o klasické řecké literatuře. Později napsal další díla. Anonymně v novinách mu byla v roce 1858 otištěna studie Eine Abhandlung über Schopenhauer. Přispíval i do denního tisku a napsal dvě novely Wildschütz und Förster a Aus dem Tiroler Leben 1848, otištěné v tyrolském listu Phönix roku 1851. V roce 1864 vydal pamětní knihu Denkbuch der Feier der fünfhundertjährigen Vereinigung Tirols mit Oesterreich.
Promlouval i do politického života. Poprvé se výrazněji prosadil na německých slavnostech ve Frankfurtu nad Mohanem roku 1862. Vystupoval zde ve velkoněmeckém duchu (tj. s obhajobou Rakouska coby německého státu). Následně mu byl díky tomu císařem udělen Řád železné koruny.
Když zemřel roku 1862 zemský hejtman Tyrolska Hieronymus von Klebelsberg zu Thumburg, pokoušel se Wildauer poprvé, zatím neúspěšně o zvolení na Tyrolský zemský sněm. Teprve 30. ledna 1867 byl na zemský sněm zvolen a pak zde dlouhodobě zasedal, nejprve v letech 1867–1869 za region Unterinntal, pak v roce 1870 krátce za město Innbruck a v letech 1871–1888 znovu za Unterinntal, od roku 1889 až do odchodu ze sněmu v roce 1895 opět coby poslanec zastupující město Innbruck. Podle jiného zdroje zastupoval městskou kurii, obvod Innsbruck, Hall, Schwaz und Kufstein.
Byl také poslancem Říšské rady (celostátního parlamentu Předlitavska), kam nastoupil v prvních přímých volbách roku 1873 za kurii městskou a obchodních a živnostenských komor v Tyrolsku, obvod Innsbruck, Hall atd. / Innsbruck. Mandát zde obhájil ve volbách roku 1879, volbách roku 1885 a volbách roku 1891. V roce 1873 se uvádí jako rytíř Dr. Tobias Wildauer von Wildhausen, c. k. univerzitní profesor, bytem Innsbruck.
Byl politicky orientován jako německý liberál (tzv. Ústavní strana). V roce 1873 zastupoval v parlamentu ústavověrný provládní blok, přičemž patřil do mladoněmeckého (mladoliberálního) křídla. I po volbách v roce 1879 byl řazen mezi ústavověrné poslance. Na Říšské radě se v říjnu 1879 uvádí jako člen staroněmeckého (staroliberálního) Klubu liberálů (Club der Liberalen). Od roku 1881 byl členem klubu Sjednocené levice, do kterého se spojilo několik ústavověrných (liberálně a centralisticky orientovaných) politických proudů. Za tento klub uspěl i ve volbách roku 1885. Po rozpadu Sjednocené levice přešel do frakce Německorakouský klub. V roce 1890 se uvádí jako poslanec obnoveného klubu německých liberálů, nyní oficiálně nazývaného Sjednocená německá levice. I ve volbách roku 1891 byl na Říšskou radu zvolen za klub Sjednocené německé levice.
V zemském sněmu i na Říšské radě patřil mezi významné politiky. Byl předsedou liberálního klubu zemských poslanců, na Říšské radě zase náměstkem předsedy poslanecké frakce Sjednocená německá levice. Obhajoval moderní centralistickou koncepci Tyrolska a rakouského státu. Podporoval rovnost náboženství a státní dozor nad školstvím. V článku Zwölf Artikel zur Tiroler Landesverfassung z roku 1860 se vyslovil proti návratu k původní stavovské zemské autonomii tyrolského sněmu tak, jak se o tom tehdy uvažovalo. Později zase odmítal Fundamentální články, které byly v roce 1871 federalistickým pokusem o česko-rakouské vyrovnání. Byl zakladatelem a dlouholetým předsedou Ústavního spolku pro severní Tyrolsko. Podílel se na přípravě vzniku německojazyčné Černovické univerzity v Bukovině. Byl kurátorem a členem dozorčího výboru tyrolského zemského muzea Ferdinandeum.
V závěru života utrpěl záchvat mrtvice. Zemřel po těžké nemoci v dubnu 1898.